# 日曜なつメロ大行進
日曜なつメロ大行進（にちようなつめろだいこうしん）は、1974年10月から2011年7月1日まで大阪・ABCラジオ（朝日放送）が、日曜日の夕方～夜に放送された音楽番組である。

## 概要
番組タイトル通り歌謡曲やフォークソングなどの懐かしの曲、いわゆる「懐メロ」を流す番組である。番組開始当初から2007年度まではナイターシーズンオフ（10月-3月）のみ放送していたが、2008年度からナイターシーズン中の期間のうち、4-6月のナイター中継（阪神タイガース戦に限定して放送する）がない日には放送を行うようになった。
1980年代および2004年-2011年はラジオパーソナリティ・フリーアナウンサーの毛利千代子がパーソナリティを担当し、彼女独特の温かい喋りで番組を進行していた。

### 毛利の逝去と番組の終了
しかし、毛利は2011年3月10日に死去する。後に、代役を務めていた蕭秀華の進行で番組終了までパーソナリティを務めた。同年3月20日に『日曜なつメロ大行進』の放送枠で毛利の追悼番組が放送された。
そして、2011年7月1日をもって番組が終了。1974年10月から続いた本番組は36年9ヶ月の放送に幕を閉じた。後番組は『小山乃里子のうた声ラジオ』であるが、開始は3か月後の10月からである。

## 過去の出演者と放送時間
| 年度     | 出演者 | 放送時間                                      |
| -------- | --- | --------------------------------------------- |
| 2011年度 | 蕭秀華 | 18:10～20:00（4-6月）                         |
| 2010年度 | 毛利千代子（2010年4月復帰-2011年1月16日、2011年3月10日に死去） 蕭秀華（2011年1月23日-、毛利の病気休養による代役。毛利の死去を受けて引き続き担当） | 18:10～19:30（4-6月） 18:00-19:30（10月-3月） |
| 2009年度 | 毛利千代子（2009年4-6月・10月） 蕭秀華（2009年11月-2010年3月、毛利の病気休養による代役）                                                          | 18:00～19:30                                  |
| 2008年度 | 毛利千代子 | 18:00～19:30                                  |
| 2007年度 | 毛利千代子 | 18:00～19:00                                  |
| 2006年度 | 毛利千代子 | 18:00～19:30                                  |
| 2005年度 | 毛利千代子 | 18:00～20:00                                  |
| 2004年度 | 毛利千代子 | 19:00～20:55                                  |
| 2003年度 | 和沙哲郎（当時朝日放送アナウンサー） 橋詰優子（朝日放送アナウンサー）                                                                             | 18:00～20:00                                  |
| 2002年度 | 毛利千代子 | 18:00～20:00                                  |
| 2001年度 | 中原秀一郎（当時朝日放送アナウンサー） 三島栄実子                                                                                                 | 18:05～20:00                                  |
| 2000年度 | 戸石伸泰（当時朝日放送アナウンサー） 中浜葉月（当時朝日放送アナウンサー）                                                                         | 18:05～20:00                                  |
| 1999年度 | 林伸一郎 三島栄実子 | 18:05～20:00                                  |
| 1998年度 | 林伸一郎 水野潤子 | 18:05～20:00                                  |
| 1997年度 | 林伸一郎 水野潤子 | 18:05～20:00                                  |
| 1996年度 | 林伸一郎（当時朝日放送アナウンサー） 水野潤子 | 18:05～20:00                                  |

1. 1 2 3 4  上半期の4-6月は阪神戦ナイターのない日に限定して放送（7-9月は休止）
2. ↑  10-3月期は放送なし
3. ↑  この年より4-6月の放送を開始